# مرز (فیلم ۲۰۰۹)
«مرز» (اسلواکی: Hranica) فیلمی در ژانر مستند است که در سال ۲۰۰۹ منتشر شد.